# Jeugdarts
Een jeugdarts is een arts met brede sociaal-geneeskundige kennis en vaardigheden op het gebied van het opgroeiend kind. Jeugdartsen onderzoeken, interpreteren en bevorderen de individuele en collectieve lichamelijke en geestelijke gezondheid van opgroeiende jeugd. Het voormalige onderscheid tussen consultatiebureauartsen en schoolartsen wordt niet meer gemaakt doordat jeugdartsen dezelfde opleiding en wetenschappelijke vereniging hebben.

## Expertise
Jeugdartsen combineren kennis over psychische, somatische (lichamelijke) en sociale gezondheid om de gezondheid van jongeren te verbeteren en goede ontwikkeling te bevorderen. Dit doen ze onder andere door in te zetten op preventie en vroege signalering van (beginnende) ziekte, in te zetten op vroege en laagdrempelige interventies en een gezonde leefstijl. Daarnaast gebruiken ze deze kennis ook om gezonde variatie binnen de ontwikkeling van kinderen te normaliseren.
Om dit doel te bereiken passen jeugdartsen kennis toe over onder andere de volgende onderwerpen:
- Psychische problemen zoals ADHD, angst en angststoornissen, autismespectrumstoornissen, depressieve stemmingsstoornissen.

- Lichamelijke problemen zoals astma, motorische ontwikkeling, houdingsproblemen zoals scoliose, aangeboren hartafwijkingen, dysplastische heupontwikkeling, huidafwijkingen, hyperbilirubinemie bij zuigelingen, lengtegroei (zowel kleine als grote lengte), indaling van testes bij jonge kinderen, oogafwijkingen (zoals congenitaal cataract en amblyopie), schedelvormafwijkingen (plagiocefalie) bij zuigelingen en voedingsintoleranties en overgevoeligheden.
- Sociale factoren zoals begeleiding bij het overlijden van een kind, de ouder-kind relatie en hechting, pesten, de taalontwikkeling, pedagogische ondersteuning en voorkeurshoudingen bij zuigelingen.
- Leefstijl factoren zoals voeding (van zuigelingenvoeding en borstvoeding, tot gezonde voeding bij kinderen en jongeren), beweging, slaap en adviezen om wiegendood te voorkomen.

In veel onderwerpen komen verschillende domeinen samen, zoals bijvoorbeeld excessief huilen bij zuigelingen (huilbaby's), waar aandacht is voor lichamelijke problematiek bij het kind en sociale steun en belastbaarheid van ouders, bij onder- en overgewicht waar naast de lichamelijke invloed en mogelijke lichamelijke oorzaken aandacht is voor psychische gevolgen (zoals het zelfbeeld), sociale gevolgen (zoals pesten) en sociale oorzaken (zoals gewoonten en gedrag binnen het gezin), bij de seksuele ontwikkeling die lichamelijk, psychisch en sociaal invloed heeft en bij zorg voor te prematuur of small for gestational age geboren kinderen waar de gehele ontwikkeling aandacht verdient.
Andere belangrijke onderwerpen waarmee jeugdartsen werken zijn het rijksvaccinatieprogramma en ziekteverzuimbegeleiding bij schoolgaande kinderen. 
Bij veel van deze onderwerpen wordt samengewerkt met een team van onder andere doktersassistenten en jeugdverpleegkundigen.

## Werkplekken
De meeste jeugdartsen werken in de jeugdgezondheidszorg, bijvoorbeeld op een consultatiebureau, op school, bij een GGD, Centrum voor Jeugd en Gezin, Centrum voor Leerlingenbegeleiding (CLB) of asielzoekerscentrum. Sommige jeugdartsen werken in specifieke zorgvelden zoals de kinder- en jeugdpsychiatrie, revalidatiecentra of poliklinieken voor prematuur geboren kinderen.
Via de jeugdgezondheidszorg zijn jeugdartsen zonder verwijzing voor iedereen toegankelijk. Zij hebben ook contacten met alle scholen, voor wie zij benaderbaar zijn. Doorgaans nemen zij op scholen deel aan schoolondersteuningsteams.

## Opleiding

### Nederland
Basisartsen werkzaam in de jeugdgezondheidszorg kunnen een zesdaagse introductiecursus volgen, waarin het volledige werkveld van de jeugdgezondheidszorg van 0-18 jaar aan bod komt.
De medische vervolgopleiding tot arts Maatschappij + Gezondheid voor jeugdartsen bestaat uit twee fasen.
- De tweejarige eerste fase leidt artsen op om zelfstandig in de dagelijkse praktijk van de jeugdgezondheidszorg te werken. Gedurende de opleiding werken artsen in de jeugdgezondheidszorg, maar zijn er ook externe stageperiodes bij bijvoorbeeld de kindergeneeskunde, kinderrevalidatiegeneeskunde en kinder- en jeugdpsychiatrie. Na de opleiding kan een arts zich als profielarts (jeugdarts KNMG) laten registreren. De opleiding wordt aangeboden door twee opleidingsinstituten: TNO en de NSPOH.[4]

- Met de tweejarige tweede fase wordt de geneeskundige specialisatie tot arts Maatschappij + Gezondheid met het deskundigheidsgebied jeugdgezondheid afgerond (arts M+G/jeugdgezondheid).[4] De arts M+G/jeugdgezondheid heeft zich bekwaamd op het gebied van nationale en internationale beleidsanalyse en advies, projectmanagement, op de praktijk gerichte innovatie en wetenschappelijk onderzoek.[5]

In de jeugdgezondheidszorg werken doorgaans basisartsen, jeugdartsen KNMG en artsen M+G/jeugdgezondheid met elkaar samen. Al deze artsen worden in de praktijk jeugdarts genoemd.

### België
Na de studie geneeskunde kan men een tweejarige master-na-masteropleiding jeugdgezondheid volgen. De master wordt aangeboden op vier universiteiten.